# SN 2009bo
SN 2009bo – supernowa odkryta 17 marca 2009 roku w galaktyce A122752+2625. W momencie odkrycia miała maksymalną jasność 18,90m.